# USS Kearsarge (1861)
La USS Kearsarge fu uno sloop-of-war statunitense varato nel 1861 e impiegato durante la guerra di secessione. Appena pronta fu mandata in acque europee per localizzare e distruggere la nave corsara confederata CSS Sumter, che aveva già affondato un gran numero di mercantili dell'Unione. Nel giugno del 1864 rintracciò la nave corsara CSS Alabama nel porto francese di Cherbourg, dove attendeva di essere riparata. Allontanatesi dal porto per dirigersi in acque internazionali, le due navi si affrontarono e la Kearsage riuscì in poco meno di un'ora ad affondare l'Alabama. Quest'ultima aveva affondato 65 mercantili unionisti durante la sua carriera nella marina confederata. Nel 1894 la Kearsage si arenò in Nicaragua e non poté più essere recuperata, in quanto venne saccheggiata dalla popolazione locale.